# Mr. Beast
Mr. Beast är det skotska bandet Mogwais femte studioalbum från 2006.

## Låtlista
1. "Auto Rock" – 4:18
2. "Glasgow Mega-Snake" – 3:35
3. "Acid Food" – 3:40
4. "Travel Is Dangerous" – 4:01
5. "Team Handed" – 3:58
6. "Friend of the Night" – 5:30
7. "Emergency Trap" – 3:31
8. "Folk Death 95" – 3:34
9. "I Chose Horses" – 5:13
10. "We're No Here" – 5:39